# First Time (Vance Joy)
First Time è un singolo del cantautore australiano Vance Joy, pubblicato il 4 agosto 2014 come quarto estratto dal primo album in studio Dream Your Life Away.

## Tracce
Testi e musiche di Vance Joy.
1. First Time – 3:45

## Formazione
Musicisti
- Vance Joy – voce, chitarra acustica
- Edwine White – cori, batteria, percussioni, sintetizzatore, programmazione del sintetizzatore
- Ryan Hadlock – sintetizzatore, percussioni
- Jonathan Colliver – cori, basso

Produzione
- Ryan Hadlock – produzione, ingegneria del suono
- Kabir Hermon – assistenza all'ingegneria del suono
- Vance Joy – produzione aggiuntiva
- Edwin White – produzione aggiuntiva
- John O'Mahony – missaggio
- Greg Calbi – mastering

## Classifiche
| Classifica (2014) | Posizione massima |
| ----------------- | ----------------- |
| Australia         | 95                |
| Belgio (Fiandre)  | 107               |